# حسين الدجاني
الشّريف حسين بن سليم بن سلامة الدَّجاني (1788 - 1 أغسطس 1858) (1202 - 21 ذو الحجة 1274) فقيه حنفي ولغوي وشاعر عثماني فلسطيني من أهل القرن الثالث عشر الهجري. ولد في يافا في عائلة هاشمية شافعية، صفة الدجاني هي نسبة إلى بيت دجن بنابلس. درس أولًا على والده ثم ذهب إلى مصر وواصل تعليمه الديني في الأزهر. وبرز في الفقه الحنفي والتصوف والشعر. رجع إلى وطنه. تولّى الإفتاء في يافا منذ 1236 هـ/1820 إلى وفاته على مدى ثمان وثلاثين سنة. توفي حاجا في مكّة. له عدة مؤلفات في الدين والأدب وديوان شعر.

## نسبه
هو حسين بن سليم بن سلامة بن سليمان بن عوض بن داود بن سليمان بن عبد الله بن محمد بن أحمد بن علاء الدين علي بن حسن بن يس البدري ابن الولي بدر الدين بن محمد بن يوسف بن بدر بن يعقوب بن مطر بن غانم بن محمد بن زيد بن علي بن عوض الأكبر بن زيد بن علي زين العابدين بن الحسين بن علي بن أبي طالب.

## سيرته
ولد حسين بن سليم بن سلامة بن سلمان الدجاني سنة 1788 م/ 1202 هـ في يافا بناحية الرملة بسنجق غزة من ولاية دمشق العثمانية ونشأ بها. الدجالي ينتسب لعائلة الدجاني، نسبة إلى بيت دجن بنابلس، وهم عائلة علوية النسب. كان سليم والده من رجال علم، شافعي المذهب ومتصوفا. وكان ينتقل بين يافا وبيت دجن التي ولد فيها ابنه حسين. وقد أنجب أيضاً خمسة أولاد وبنتا. 

نشأ حسين الدجاني على والده ودرس أول ما درس على يديه فقرأ عليه النحو والصرف وعدة كتب من الفنون الأدبية. وتلقى عنه معظم الكتب المتداولة في فقه الشافعي حتى برز وكان منهج التعليم يشمل دراسة القرآن والحديث والسيرة النبوية وعلوم اللغة والفقه والفنون الأدبية. ثم في الخامسة والعشرين من عمره/ 1812 م ذهب إلى مصر، ودرس في الأزهر ومكث بها نحو تسع سنين، فأدرك الطبقة العليا من كبار المشايخ منهم الفضالي وحسن القويسني والشيخ البخاتي والشيخ محمد العابدي وحسن العطار، ومحمد الدمنهوري وغيرهم. وأدرك الشيخ عبد الله الشرقاوي وحضر بعض دروس علي أحمد الطهطاوي شيخ الحنفية، ولازم الشيخ إبراهيم الباجوري أيضًا. كان حسين الدجاني شافعياً كأبيه، وقد تعرف في الأزهر على الفقه الحنفي وتحول مذهبه الفقهية. 

قد اهتم وهو فتى بالطرق الصوفية بفعل نشأته في كنف والده الذي كان عالمًا وفقيهًا وصوفيًا وعارفاً الأحمدية البدوية فقد أخذها عن صالح العلاري المجذوب. وأما الطريقة الرفاعية فعن الشيخ حسن الغزالي الرفاعي.

ثم رجع إلى يافا 1235 هـ/ 1812 م، وهوفي الثالثة والثلاثين من عمره، فأقام على الإقراء والتدريس. ولم يلبث أن أصبح المفتي في سنة 1236 هـ/ 1820م. واستمر لوفاته فبدأ مرحلة جديدة من حياته، انشغل خلالها بعمله وبالتدريس والتأليف وبالعمل العام، فأصبح علماً في بلده ووجها من وجوهها. كانت يافا ومنطقتها بعامّة قد تعرضت بسبب ما ألمّ بها من أحداث إلى نزول الخراب بمساجدها ومشاهدها، فانشغل بتعمير ما خرب أو ترميمه. وقد انفق على ذلك مّما كان يأتيه وبالسعي من أهل الخيرات.

عزم على الحج، فدعا خاصته إلى مرافقته وطلب إلى أخيه حسن أن يسافر معه. كما رافقه ابن عمه أبو رباح وهو من الصوفية، وبعد أن أدى الفريضة توفي في مكة بإيالة الحبشة يوم الأحد 21 ذي الحجة 1270/ 1 أغسطس 1858 ودفن بالمعلا بجوار قبر الشيخ عبد الرحمان الكزبري.

## شعره
احتفظت مصادر الدراسة بعدد من قصائده، وجُمع شعره في ديوان لم يطبع، وله منظومة الشافية من الأسقام في أسماء أهل بدر الكرام. ذكر في معجم البابطين عنه «شعره من الموزون المقفى، معظمه في المديح النبوي وفي الحكم والتوسل، عبارته سهلة قد تقترب من الركاكة، وتتسامح في بعض القواعد، غير أن القصد العام يظل في حيز الإدراك.»

## مؤلفاته
- المنهل الشافي على متن الكافي، في العروض والقوافي.
- التحرير الفائق على شرح الطائي الصغير لكنز الدقائق، في فروع الفقه.
- الفتاوي الحسينية، مجموعة مما أفتى به.
- الكواكب الدرية على شرح الشيخ خالد للأزهرية، في النحو.
- شرح نظم الأفعال، رسالة.
- تحفة المريد في عقائد التوحيد، منظومة في العقائد.
- تخميس قصيدة بانت سعاد .
- ديوان شعر.